# Isla de la Juventud

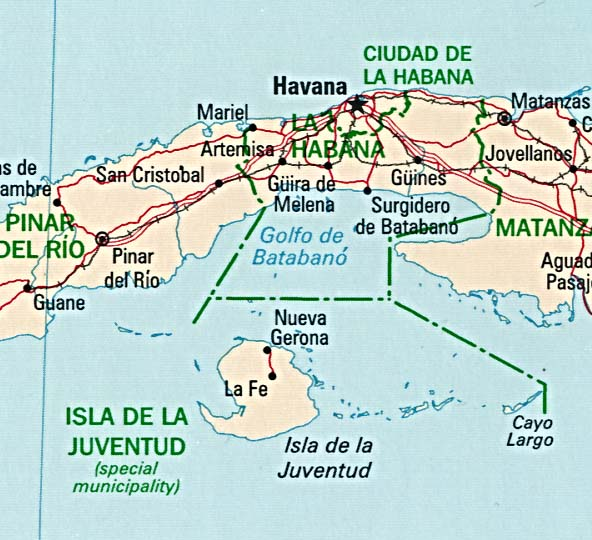
Karta över Isla de la Juventud.

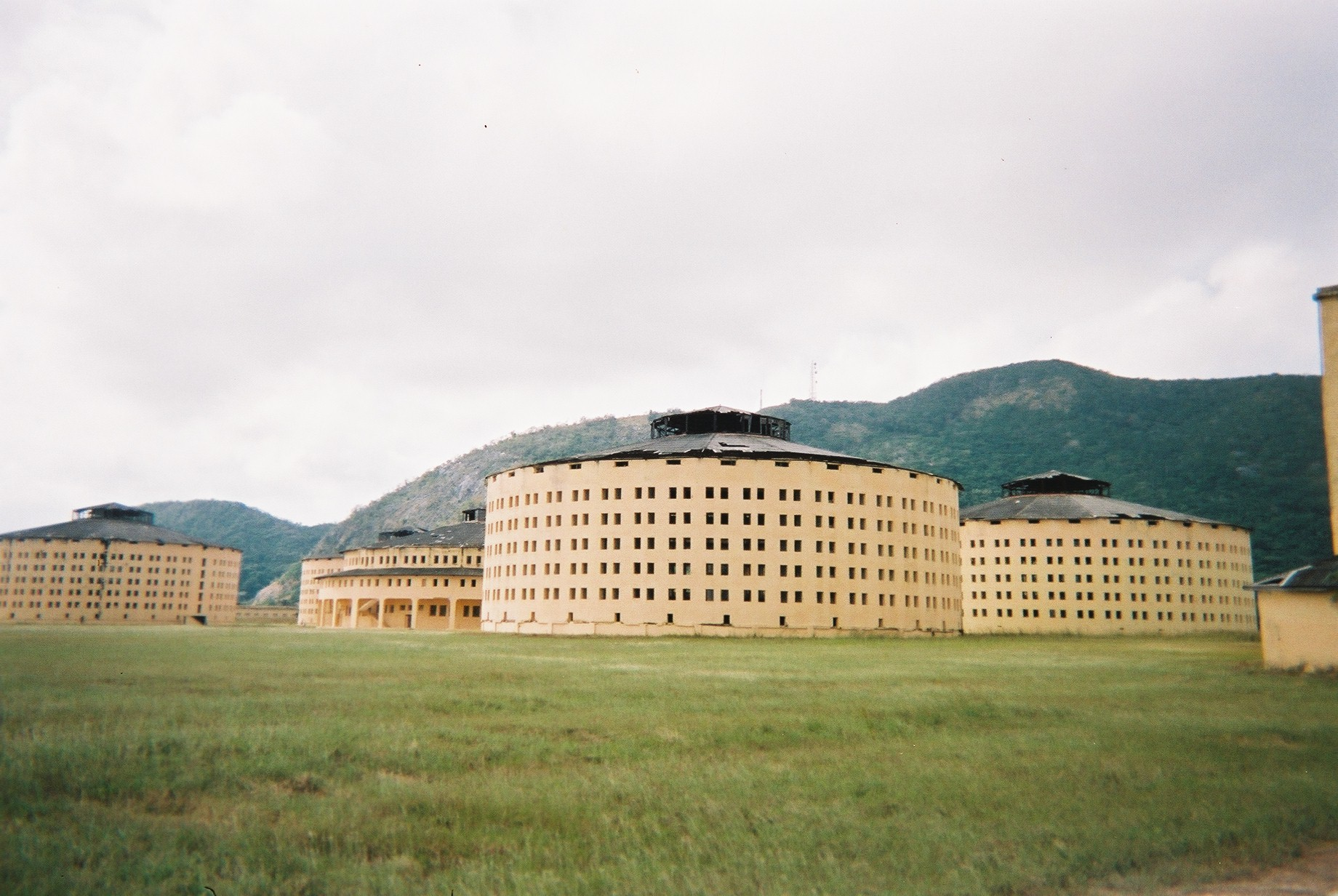
Presidio Modelo

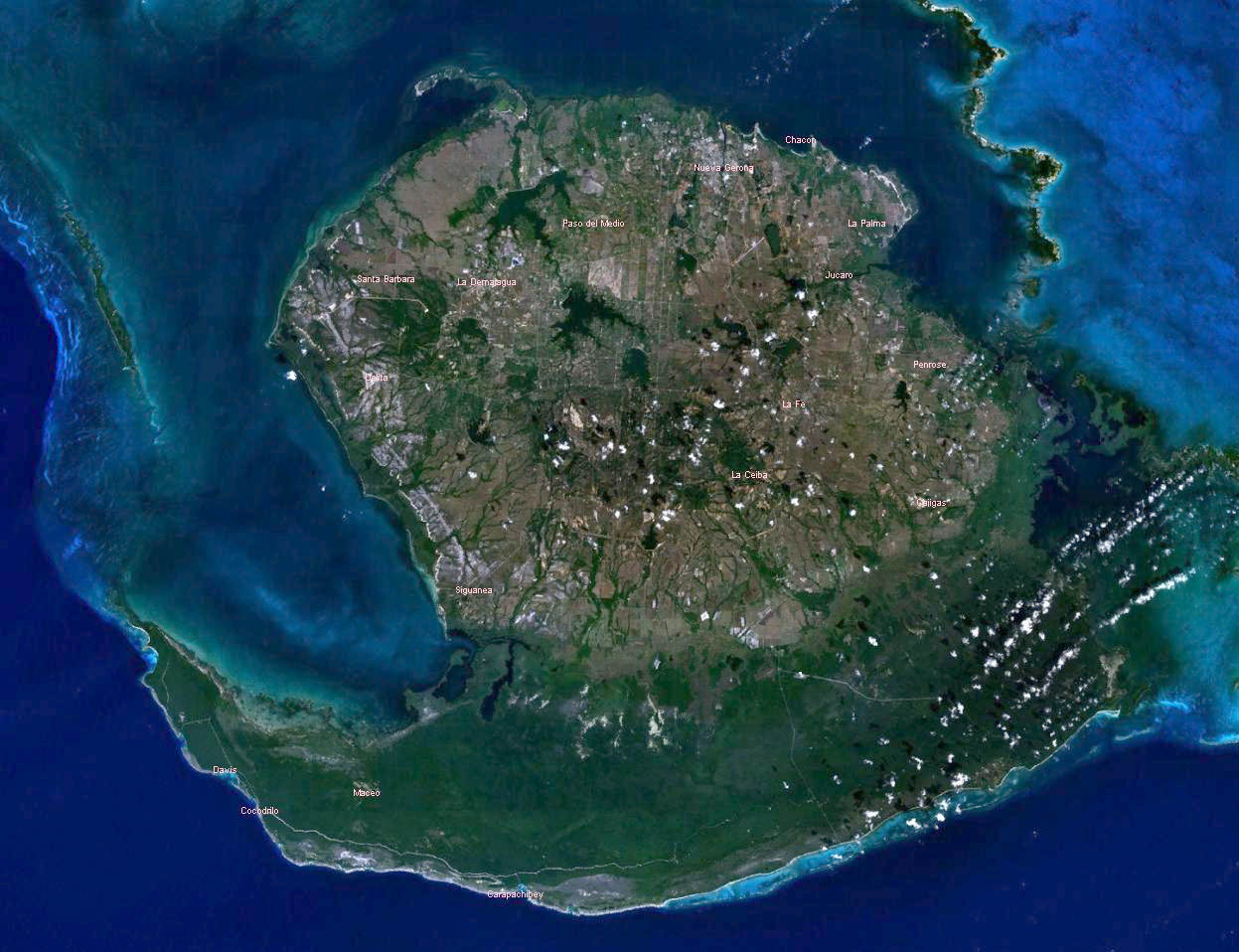
Flygbild över ön

Isla de la Juventud (”Ungdomens ö”) är en ö i Karibien, den näst största i Kuba med en landareal av 2 200 km² (hela kommunen inklusive närliggande öar: 2 419 km²). Tillsammans med över 300 cayos och  småöar bildar den skärgården Canarreos, i sydvästra Kuba, bredvid Batabanoviken, cirka 50 km från ön Kuba (160 km från Havanna).
Den ekonomiska verksamheten baserar sig i huvudsak på jordbruk, främst citrus, brytning av marmor, fiske, och keramik, både konstnärlig och för hushållsbruk.

## Historia
Ön upptäcktes och fick namnet La Evangelista av Columbus den 13 juni 1494 under hans andra resa till den nya världen. Under åren har ön varit känd under olika namn såsom Isla de las cotorras (Papegojön), Colonia Reina Amalia (Drottning Amalias koloni), Isla de los Piratas (Piratön) och också Isla del Tesoro (Skattkammarön). De första invånarna på ön är kända som Siguanea, Camarcó och Guanaja. Under 1800-talet beslutar sig spanjorerna för att kolonisera ön och grundar öns huvudort, Nueva Gerona, den 17 december 1830. Under denna tid var ön också känd som Isla de los Deportados (De deporterades ö) och sedan Isla de Pinos (Pinjeön). Med detta sistnämnda namn var ön känd fram till 1978 , då den fick det nuvarande namnet Isla de la Juventud (Ungdomens ö); detta var grund av de tusentals ungdomar från olika delar av världen och från flera provinser på Kuba som studerade i skolor på landsbygden och arbetade på plantagerna (citrus).
I början av nittonhundratalet var ”Isla de Pinos” föremål för en tvist med USA fram till 1907 då USA:s regering erkände Kubas suveränitet över ön genom Hay-Quesadafördraget, ratificerat 1925.
Efter anfallet på förläggningen i Moncada 1953, fängslades Fidel Castro och de andra deltagarna i aktionen och hölls fängslade i Presidio Modelo, fram till maj 1955, då de släpptes tack vare en allmän amnesti.

## Administrativ status
Isla de la Juventud är en kommun med särskild status. Till skillnad från landets övriga kommuner tillhör den inte någon av provinserna. Kommunen har en befolkning på 84 263 invånare.

## Utbildning
På ön finns Nya programmet för utbildning av läkare i Latinamerika (Nuevo Programa de Formación de Médicos Latinoamericanos). De studerande är fördelade på fyra medicinska skolor.

## Sevärdheter
Den högsta höjden på ön är Sierra de La Cañada, 310 m ö.h., och de viktigaste floderna är Las Nuevas, Del Medio och Las Casas.
Till övriga sevärdheter hör:
- Playa Bibijagua, känd för sin svarta sand.
- Centro Internacional de Buceo och Hotel El Colony (Dykarcentra och hotell).
- Turistkomplexet Cayo Largo del Sur.
- Presidio Modelo, där deltagarna i attacken på Cuartel Moncada satt fängslade.
- Finca El Abra, det ställe där den unge José Martí hölls inspärrad, utsett till nationalmonument.
- Cuevas del Punta del Este anses som ett ”Sixtinskt kapell” för den Västindiska stenkonsten, innehåller en stor mängd piktografer gjorda av urbefolkningen.
- Ciénaga de Lanier, ett stort naturreservat södra delen av ön.